# Balansas Bockshornklee

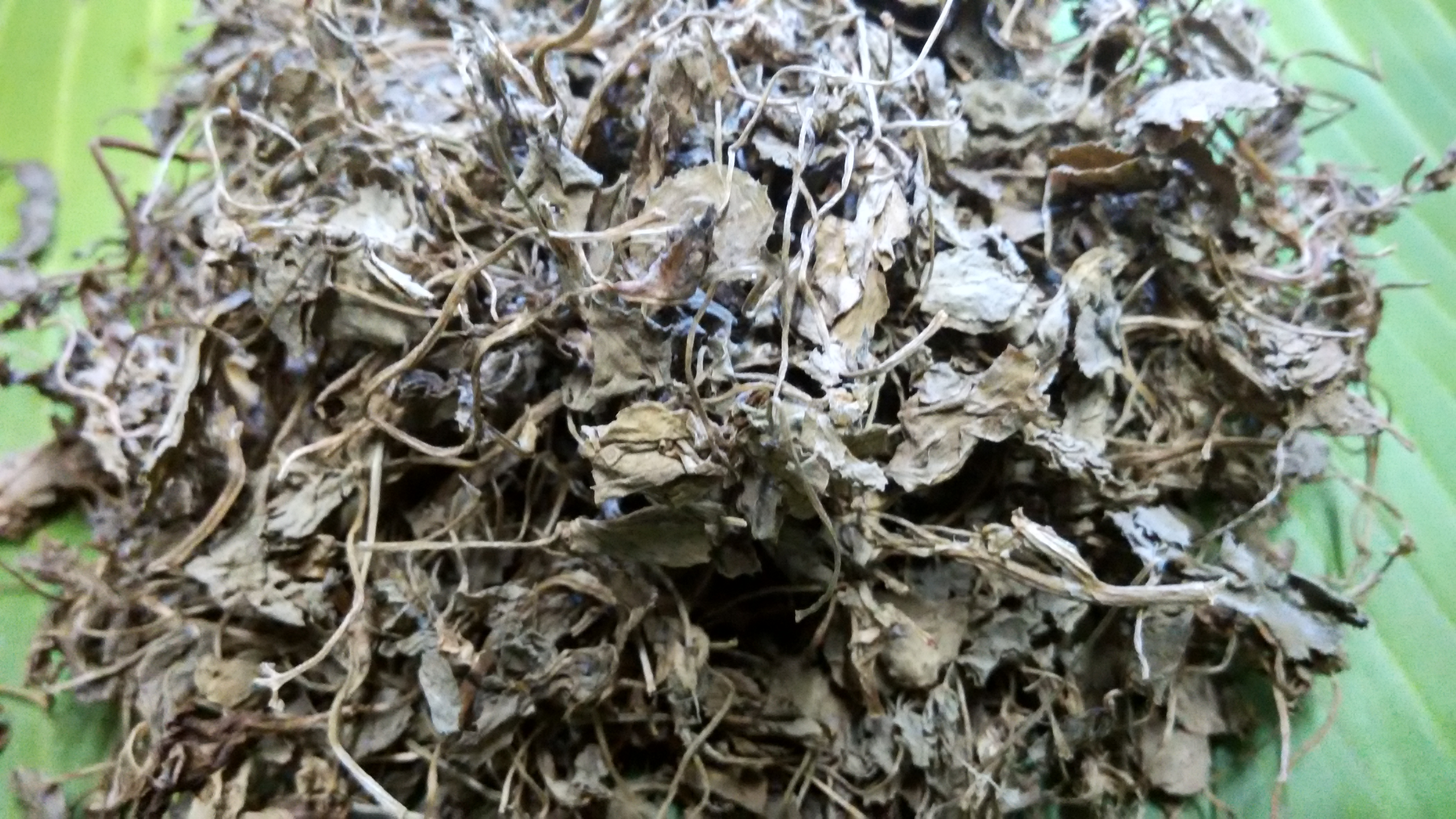
Getrocknete Blätter als Gewürz

Balansas Bockshornklee (Trigonella corniculata subsp. balansae) ist eine Unterart der Pflanzenart Trigonella corniculata aus der Gattung Trigonella in der Unterfamilie der Schmetterlingsblütler (Faboideae).

## Beschreibung

### Vegetative Merkmale
Balansas Bockshornklee ist eine einjährige krautige Pflanze, die Wuchshöhen von 10 bis 50 Zentimetern erreicht. Er ist an ihrem aufdringlichen Geruch, der für alle Trigonella-Arten typisch ist, erkennbar. Der niederliegende, aufsteigende oder aufrechte Stängel ist mehr oder weniger kahl.
Die wechselständig angeordneten Laubblätter sind in Blattstiel und Blattspreite gegliedert. Die Blattspreite ist dreizählig unpaarig gefiedert wie die der Klee-Arten. Die abgerundeten bis eingebuchteten und fast kahlen Blättchen, mit eingedrückter Mittelader, sind verkehrt-eiförmig und mehr oder weniger (stachel)spitzig-gezähnt. Die zwei Nebenblätter sind gezähnt.

### Generative Merkmale
Die Blütezeit reicht von März bis Juni. Der achselständige, dichte und vielblütige, köpfchenartige Blütenstand ist zur Anthese fast kugelförmig. Der Blütenstandsschaft ist 2 bis 7 Zentimeter lang.
Die zwittrigen und kurz gestielten Blüten sind zygomorph und fünfzählig mit doppelter Blütenhülle. Die Kelchblätter sind kurz glockenförmig verwachsen und die fünf Kelchzähne sind ungleich lang. Die Blütenkrone, eine typische Schmetterlingsblüte, ist leuchtend gelb und 5 bis 8 Millimeter lang. Die Flügel sind so lang wie das Schiffchen.
Die kahle, kleine und mehrsamige Hülsenfrucht mit beständigem Kelch ist bei einer Länge von 13 bis 23 Millimetern sowie einer Breite von 2 bis 4 Millimetern länglich, abgeflacht und sichelförmig gebogen,.
Die Chromosomenzahl beträgt 2n = 16.

## Vorkommen
Balansas Bockshornklee kommt im südlichen Griechenland, auf Kreta, Zypern und in der Türkei vor. Balansas Bockshornklee  wächst in Kulturland, Brachland und in der Garigue.

## Taxonomie und botanische Geschichte
Die Erstveröffentlichung erfolgte 1753 unter dem Namen Trifolium M. corniculatum durch Carl von Linné in Species Plantarum, Seite 766. Nach den Regeln von ICBN ist diese Benennung als Trifolium corniculatum anzusehen. Linné selbst hatte diese Art als Trigonella corniculata (L.) L. in Systema naturae, ..., 10. Auflage, 2, 1759, Seite 1180 in die Gattung Trigonella gestellt. Als Art angesehen wurde Balansas Bockshornklee durch Pierre Edmond Boissier und George François Reuter als Trigonella balansae und in Pierre Edmond Boissier: Diagnoses Plantarum Orientalium Novarum, Series 2 3 (5), 1856, Seite 79 veröffentlicht. Als Unterart ist er 2011 von Per Lassen in Willdenowia, Volume 41, Issue 2, Seite 318  als Trigonella corniculata subsp. balansae (Boiss. & Reut.) Lassen eingestuft worden. Weitere Synonyme für Trigonella corniculata subsp. balansae (Boiss. & Reut.) Lassen  sind: Trigonella euboica Rech.f., Trigonella balansae subsp. sartorii (Halácsy) Vierh. Das Epitheton "balansae" ehrt den französischen Pflanzensammler Benedict Balansa.

## Verwendung
Die Verwendung ist ähnlich wie beim bekannten, gewöhnlichen Bockshornklee.
Die getrockneten oder frischen Blätter werden als Gewürz verwendet, es ist bekannt als „Kasuri“ Methi. Auch die Samen dienen als Gewürz.
Die Blätter und Sprossen werden als Gemüse gegessen.